# Rally di Monte Carlo 1978
Il Rally di Monte Carlo 1978 è stata l'edizione numero 46 e prova di apertura del Campionato del Mondo Rally 1978.
La prova è stata caratterizzata da abbondanti nevicate cadute nei giorni precedenti al rally e dalla vittoria finale di un equipaggio privato, Nicolas-Laverne su Porsche 911 SC della scuderia Almeras.

## Contesto prima della corsa

### Il Campionato del mondo dei rally (World Rally Championship)
Il Campionato 1978 prevede undici prove internazionali, riservate alle vetture delle seguenti categorie:
- Gruppo 1: berline di serie
- Gruppo 2: berline preparate
- Gruppo 3: sportive di serie
- Gruppo 4: sportive preparate

Come nella stagione precedente, nel 1978 il WRC vede impegnate principalmente le squadre ufficiali Fiat e Ford per la vittoria finale nel gruppo 4, ed Opel nei gruppi 1 e 2. Programmi più contenuti per Lancia, Peugeot, Renault, Saab e Toyota, che partecipano solo alle prove in cui prevedono di avere un buon ritorno commerciale.

### La Coppa FIA dei piloti
In assenza di un campionato del mondo piloti da rally, per il secondo anno consecutivo la FIA assegna un titolo per i piloti, che possono far valere per la classifica finale i cinque migliori risultati della categoria A (gli undici rally del Campionato del mondo), due della categoria B (cinque rally del Campionato europeo) ed il migliore della categoria C (altri tre rally internazionali).

### Il rally
Il Rally di Monte Carlo (il "Monte") si disputa dal 1911 sulle strade della costa azzurra del Principato di Monaco e del sudest della Francia, solitamente nel mese di gennaio; una peculiarità di questo rally è la partenza da diverse città europee, con lunghi percorsi di avvicinamento al Principato studiati in modo da far compiere a tutti gli equipaggi all'incirca la stessa distanza; nell'edizione 1978 le partenze sono previste da Almeria, Copenaghen, Francoforte, Lisbona, Londra, Montecarlo, Parigi, Roma e Varsavia; cancellata Londra per mancanza di iscritti, all’ultimo momento viene annullata anche la partenza da Lisbona che avrebbe visto un solo equipaggio al via.
Il percorso con partenza da Roma prevede il passaggio da Isernia, Rieti, Fano, San Marino, Bologna, Padova, Trento, Brescia, Mantova, Modena, Cremona, Pinerolo, con arrivo a Gap dopo aver percorso circa 2000 km in 53 ore.
Oltre che per il percorso molto sinuoso, la principale difficoltà di questo rally invernale risiede nelle condizioni mutevoli dell'asfalto, a tratti asciutto, bagnato, innevato o ghiacciato; un classico del "Monte" è la prova speciale con inizio a fondovalle su strada asciutta, che poi sale in montagna trovando prima chiazze di bagnato e poi la neve, quindi ridiscende a valle trovando di nuovo asfalto bagnato e poi ancora asciutto; la scelta delle gomme giuste è fondamentale.

### Programma
- Sabato 21 gennaio: Partenza del Percorso di Concentramento (circa 2000 km) da Almeria, Copenaghen, Francoforte, Montecarlo, Parigi, Roma, Varsavia
- Lunedì 23: Partenza da Gap del Percorso di Classificazione (430 km in 7 tappe, con 5 prove speciali per 93.5 km)
- Martedì 24: Partenza da Montecarlo del Percorso Comune (1500 km in 21 tappe, con 10 p.s. per 214 km)
- Mercoledì 25: Ore 18:15 arrivo a Montecarlo del Percorso Comune
- Giovedì 26: Ore 17:30 partenza da Montecarlo del Percorso Finale (680 km in 11 tappe, con 9 p.s. per 162.5 km)
- Venerdì 27: Ore 7:45 arrivo a Montecarlo del Percorso Finale

### Le forze in campo
Dopo tre edizioni consecutive vinte da Sandro Munari su Lancia Stratos, anche nel '78 il gruppo Fiat si presenta in forze per puntare alla vittoria assoluta; le Fiat 131 Abarth di Walter Röhrl, Maurizio Verini e Bernard Darniche corrono con i colori del nuovo sponsor Alitalia, mentre le Stratos HF di Munari e Fulvio Bacchelli prendono i colori Pirelli; entrambe le squadre montano gomme Pirelli e sono da poco confluite in EASA (Ente per l'Attività Sportiva Automobilistica), che riunisce sotto un'unica gestione le attività sportive di Fiat-Abarth e Lancia.
Inoltre la Seat iscrive una 131 Abarth per Salvador Servia, e la Scuderia Chardonnet, dell’importatore Fiat-Lancia per la Francia, iscrive Michèle Mouton su Lancia Stratos, Jean-Claude Androuet su 131 Abarth, e Bruno Saby e Pierre Pagani con le piccole A112 Abarth gruppo 2, tutti gommati Michelin.
Lo strapotere del gruppo è talmente evidente che altri costruttori danno forfait: Ford, Toyota e Saab saltano la prova per concentrarsi sulla preparazione del successivo Rally di Svezia, mentre Opel e Renault iscrivono delle vetture nelle categorie minori: Renault affida a Guy Fréquelin e Jean Ragnotti le piccole e agili Renault 5 Alpine gruppo 2 gommate Michelin; Opel iscrive quattro Kadett GT/E gruppo 1 e 2 per Federico Ormezzano, Anders Kulläng, Carlsson e Warmbold. La Kadett GT/E è anche molto popolare tra gli equipaggi privati o semi-professionisti, rappresentando circa un terzo del totale degli iscritti.
Porsche non partecipa ufficialmente alla prova, ma oltre venti Porsche 911 sono alla partenza, tra gruppo 3 e gruppo 4. Tra quelle più in vista, la 911 SC gruppo 4 della scuderia Almeras affidata a Jean-Pierre Nicolas; le Carrera gruppo 3 di Bernard Béguin, Gérard Swaton e André Segolen; le 930 Turbo gruppo 4 di Claude Haldi e di Leo Pittoni. 
Da segnalare la presenza di Jürgen Barth, ingegnere, manager e pilota Porsche, fresco vincitore della 24 Ore di Le Mans 1977, al volante di una Toyota Corolla 1600 gruppo 1.
Per la prima volta è previsto un "gruppo Diesel": presenti al via tre Citroën CX 2200 D del Team Aseptogyl, quattro Volkswagen Golf D ed una Mercedes 240 D.
Pirelli porta al debutto le nuove gomme a doppia mescola e doppio battistrada: la parte esterna con mescola e disegno da asfalto, una parte intermedia tassellata, e la parte più interna con mescola da neve e con battistrada tassellato e chiodato.
In totale 231 equipaggi s’iscrivono al rally, e 216 prendono il via.

## La gara

### Percorso di Concentramento
Dopo anni di assenza, la neve torna ad imbiancare il "Monte": a causa delle abbondanti nevicate cadute sul sud della Francia la settimana prima della partenza, gli organizzatori devono modificare gli itinerari da Roma, Copenaghen e Varsavia perché la strada del Monginevro è impraticabile; per la stessa ragione, l'itinerario di Monte Carlo viene cambiato per evitare il settore di Figeac. Malgrado le difficoltà, quasi tutti i partecipanti arrivano a Gap la domenica sera.

### Percorso di Classificazione
Lunedì 23 parte da Gap il Percorso di Classificazione: le prime due P.S. sono vinte dai piloti EASA, ma alla terza lunga speciale di Sisteron la neve fradicia mette in crisi le gomme Pirelli e le sorprendenti R5 Alpine di Ragnotti e Frequelin gommate Michelin sono le più veloci; alla quarta P.S. un'altra R5 Alpine privata di Peirone-Sauce ottiene il terzo tempo assoluto, mentre Munari, dominatore delle tre precedenti edizioni, rompe il cavo dell’acceleratore della sua Stratos e, nel trasferimento verso la speciale successiva, si ritira per guasto al cambio. 
Gli pneumatici Pirelli si rivelano molto efficaci su fondi completamente innevati o quando il tracciato è interamente asciutto, ma sembrano soffrire i terreni misti: con grande sconforto dello squadrone Fiat/Lancia, le nuove gomme multimescola non trattengono i chiodi nei km di asfalto prima dei tratti innevati, tanto che le auto gemelle della Scuderia Chardonnet, gommate Michelin, sono spesso più veloci in condizioni di "misto".
Alla fine della prima giornata del rally, la Renault di Fréquelin è clamorosamente in testa, seguita a 3 secondi dall'altra R5 di Ragnotti, a pari merito con la 131 di Röhrl: Bacchelli è quarto con l'unica Stratos ufficiale rimasta in gara, mentre Nicolas è quinto.

### Percorso Comune
La prima P.S. del martedì è il passaggio sul Col du Turini, dominata da quattro Fiat, ma già dalla successiva speciale la Porsche di Nicolas assume il comando della gara, che non lascerà più fino alla fine. Le condizioni atmosferiche continuano a condizionare la gara, costringendo gli organizzatori ad annullare altre due speciali per pericolo di valanghe; all'arrivo al parco chiuso di Gap, Nicolas è in testa alla classifica con mezzo minuto di vantaggio sulle R5 di Frequelin e Ragnotti, mentre le auto dello squadrone EASA, date per favorite alla vigilia del rally, sono ad oltre un minuto di distacco. 
Alle 18 si riparte verso Pont-du-Fossé, dove la neve è diventata una "pappa", nascondendo qua e là delle placche di ghiaccio: Bacchelli fa il miglior tempo e risale in quarta posizione; la speciale successiva su asfalto asciutto è vinta da Röhrl, che però perde quattro minuti nella prova seguente a causa di un problema elettrico. All'arrivo al parco chiuso di Vals, Nicolas ha due minuti di vantaggio su Ragnotti, mentre Verini è risalito in terza posizione; quarto è Frequelin, seguito da Darniche. Androuet è risalito in sesta posizione, davanti a Kulläng, che sta dominando il Gruppo 1.
Si riparte il mercoledì mattina con le speciali di Saint-Nazaire, vinta da Röhrl, e di Montauban, vinta da Kullang. Le speciali successive vedono la rimonta di uno scatenato Röhrl, ma non riservano altre sorprese, ed al parco chiuso di Fontvieille Nicolas è ancora in testa con più di un minuto di vantaggio su Ragnotti, due su Frequelin e oltre quattro su Darniche e Röhrl.

### Percorso Finale
Nell'ultima giornata del rally, l’equipaggio Nicolas-Laverne vince ancora quattro speciali su otto e si presenta vittorioso all’arrivo, seguito dalle sorprendenti R5 Alpine di Ragnotti-Andrié (primi nel Gruppo 2) e Frequelin-Delaval, mentre Kulläng-Berglund portano al 9º posto assoluto la loro Kadett GTE vincendo il Gruppo 1, Michèle Mouton e Françoise Conconi vincono la Coupe des Dames (7° assolute), Swaton-Cordesse riportano la vittoria in Gruppo 3 e l’equipaggio privato Laurent-Marché vince la categoria Diesel su VW Golf D, classificandosi 65º su 129 arrivati.